# Чикаго Стинг
«Чикаго Стинг» — бывший американский футбольный клуб из Чикаго, штат Иллинойс. Клуб играл в 1975—1984 годах в NASL, а с 1984 по 1988 год — в MISL. За 13 лет членства в лиге было выиграно два чемпионства и Соккер Боул.

## История

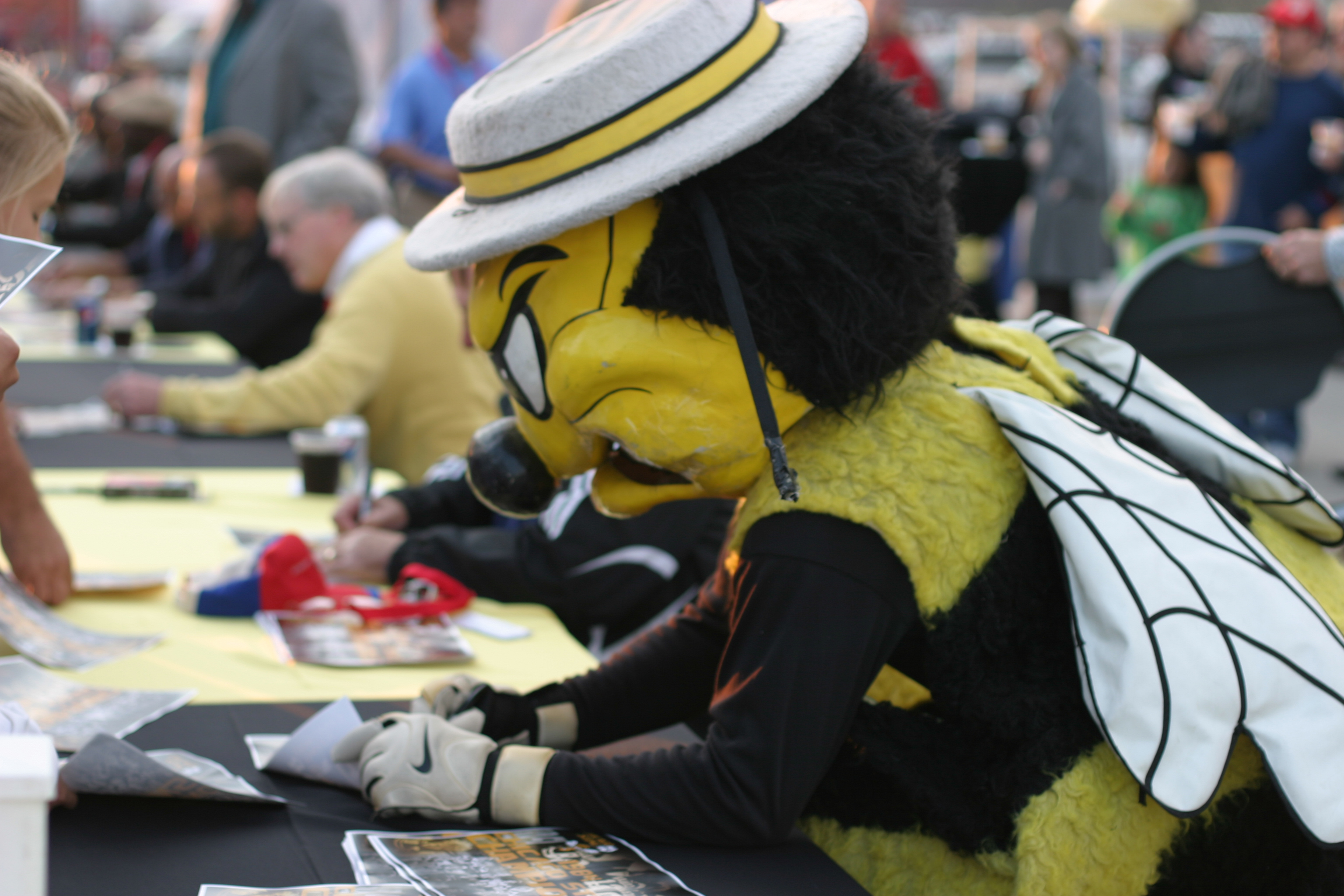
Талисман команды

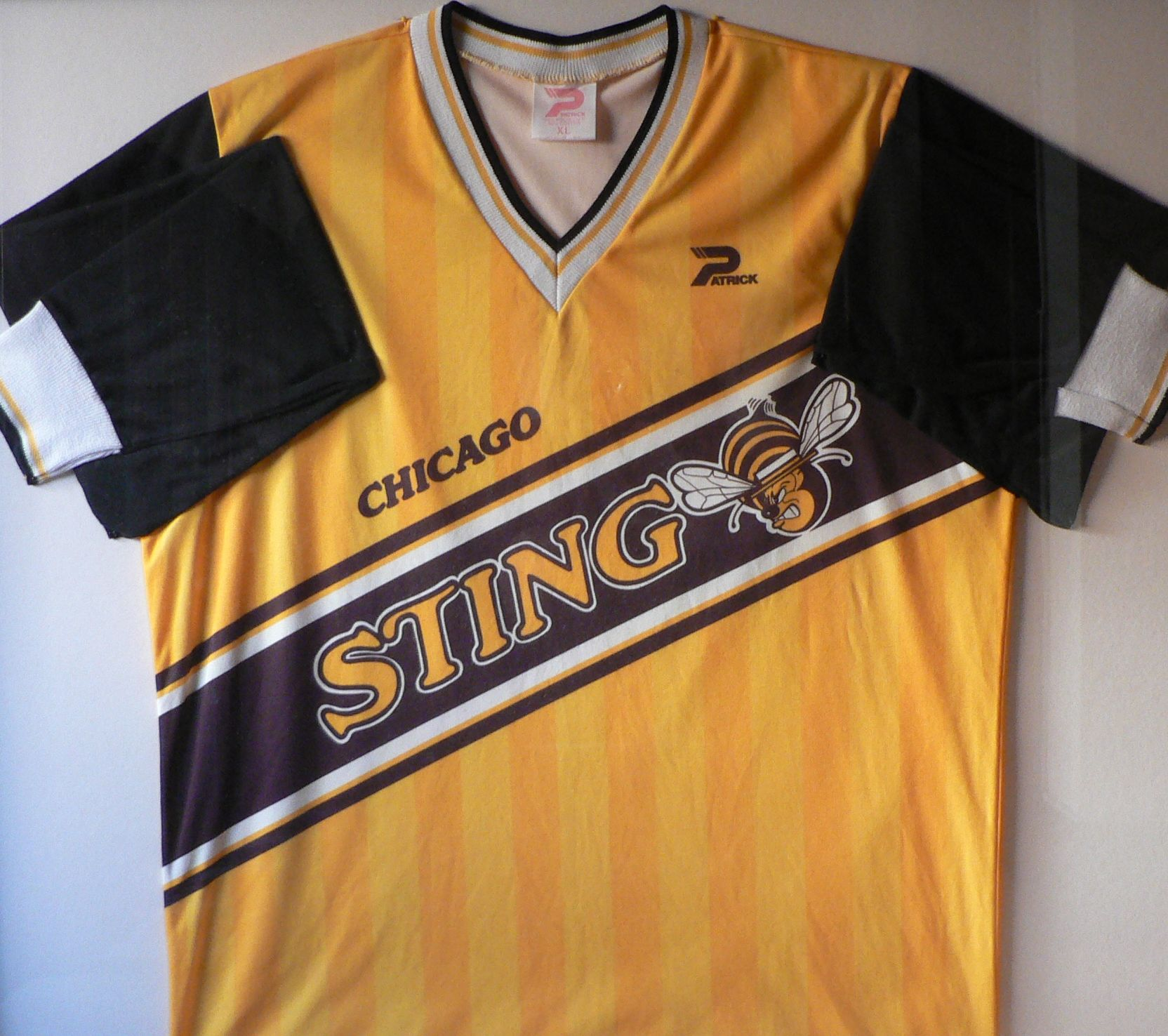
Футболка сезона 1984/86

### NASL
Команда была основана в 1975 году бизнесменом Ли Стерном в Чикаго. Название клуба происходит от гангстерской банды — Стинг. Стадионы клуба: «Солджер Филд», «Комиски Парк» и «Ригли Филд». В 1981 году тренер команды, Вилли Рой, выиграл свой первый из двух чемпионатов. В целом, 23 из 32 игр закончились для команды успехом в том сззоне. Первой из Центрального Дивизиона команда вышла в плей-офф, где играла против «Нью-Йорк Космос», который был укомплектован такими игроками, как Джорджо Киналья и Пеле, «Стинг» прошёл звёздных оппонентов и выиграл Соккер Боул. Это было первое чемпионство команды из Чикаго, в течение 23 лет. В 1984 году, последнем году лиги, они повторили свой успех.

### MISL
В 1980 году как дополнение была создана команда по шоуболу. Они играли свои домашние матчи на стадионе «Роузмонт Горизон». Уже в первом сезоне, 1980—81, они могли выиграть Центральный Дивизион. В плей-офф на чемпионате США команда проиграла только в финале. В следующем году они повторили триумф в чемпионате, но вылетели в первом раунде плей-офф. В течение следующих трех лет болельщики не дождались дальнейших успехов. Плей-офф в 1984 году был последним крупным достижением клуба вплоть до расформирования в 1988 году.

### Экипировка
В период с 1984 по 1986 годы использовалась экипировка компании «Patrick».

## Тренеры
- Билл Фоулкс (1975—1977)
- Вилли Рой (1979—1986)